# Agrostophyllum luzonense
Agrostophyllum luzonense är en orkidéart som beskrevs av Oakes Ames och Eduardo Quisumbing y Argüelles. Agrostophyllum luzonense ingår i släktet Agrostophyllum och familjen orkidéer.
Artens utbredningsområde är Filippinerna. Inga underarter finns listade i Catalogue of Life.